# Giancarlo Fisichella
Giancarlo Fisichella (n. 14 ianuarie 1973, Roma, Italia), poreclit Fisico sau Fisi, este un pilot de curse italian. A evoluat în Formula 1 pentru echipele Minardi, Jordan, Benetton, Sauber, Renault, Force India și Ferrari.

## Cariera

### Înainte de Formula 1
La fel ca majoritatea piloților de Formula 1, Fisichella a început să conducă karturi încă de mic copil. În 1992 și-a făcut debutul în Formula 3 din Italia, concurând cu echipa RC Motorsport. După numai un an a terminat sezonul al doilea, iar în 1994 a ieșit cîștigător. Tot atunci a câștigat cursele de Formula 3 de la Monaco și Macau.
Din Formula 3 a făcut pasul spre Campionatul Internațional de Turisme, acolo unde a concurat cu Alfa Romeo.

### În Formula 1
În 1996, a trecut în Formula 1, concurând pentru Minardi, dar din a doua jumătate a sezonului a fost înlocuit pentru că echipa sa avea nevoie de un pilot care aducea bani, pe când Fisichella nu o făcea. Imediat a fost cooptat de Jordan ca și pilot de teste, iar din 1997 ca și pilot oficial.
Sezonul 1997 a fost foarte bun, Fisichella urcând pentru prima dată pe podium în Canada, iar în Germania se îndrepta spre victorie dar a avut atunci unele probleme.
După un an foarte reușit la Jordan, Fisichella a decis să mai facă un pas înainte, semnând cu Benetton. Aceasta avea să fie o greșeală, așa cum chiar el a spus ulterior, pentru ca Benetton nu mai era echipa care fusese cu câțiva ani înainte.
Prima jumătate a sezonului 1998 a fost foarte promițătoare - locurile secunde obținute la Monaco și Montreal prevedau un sezon bun - dar apoi totul s-a stins și în ciuda unui pole position, primul al carierei sale, în Austria nu a mai câștigat decât două puncte până la finalul sezonului.
Istoria s-a repetat în mare în 1999 și 2000. Reușește clasări pe podium, dar mașina îi juca feste foarte des, cum a fost la Nürburgring când conducea cursa însă mașina a cedat și a fost silit să abandoneze.
Sezonul 2001 a fost poate cel mai greu din întreaga sa cariera la Benetton. Mașina era foarte slabă și Fisichella se afla în coada plutonului în aproape toate cursele. Abia în Germania, la Hockenheim a reușit primele puncte, iar mai apoi o evoluție senzațională în Marele Premiu al Belgiei s-a terminat cu o nouă clasare pe podium.
La finalul lui 2001, în ciuda faptului că în acel an a fost mai bun decât colegul său de echipă, Jenson Button, lui Fisichella nu i-a mai fost reînnoit contractul, astfel că se întoarce la Jordan, însă numai după ce Eddie Jordan i-a plătit un contract de 8 milioane de dolari, Fisichella fiind unul dintre cei mai bine plătiți piloți.
Cea mai mare satisfacție în cei doi ani petrecuți la Jordan a fost cu siguranță victoria de la Interlagos, din Marele Premiu al Braziliei 2003. Atunci mașina, una care era departe de cea din 1997, a funcționat perfect, iar Fisichella era primul în momentul în care cursa a fost întreruptă, fiind declarat câștigător.
În 2004 a semnat un acord cu echipa Sauber. Pentru Fisichella aceasta a fost o consolare parțială pentru că avea șansa de a conduce o mașină dotată cu un motor Ferrari, visul lui Fisichella fiind acela de a concura pentru Scuderia Ferrari într-o bună zi.
După numai un an alături de Sauber, în 2005 a trecut la Renault F1, unde s-a văzut tot timpul în umbra lui Fernando Alonso, cel care a câștigat două campionate mondiale ale piloților, dar trebuie menționat faptul că Fisichella a avut parte de numeroase probleme tehnice. Și așa victoriile din Australia din 2005 și Malaezia din 2006 alături de numeroasele clasări pe podium au ajutat echipa să câștige titlurile mondiale la constructori în 2005 și 2006.
Plecarea lui Fernando Alonso la McLaren l-a propulsat pe Fisichella drept primul pilot al echipei Renault F1 în anul 2007, colegul său de echipă fiind Heikki Kovalainen.
În 2009 a semnat cu Ferrari pentru ultimele cinci curse din anul respectiv.

## Cariera în Formula 1
| Sezon | Echipă                                          | Număr puncte | Loc clasament general |
| ----- | ----------------------------------------------- | ------------ | --------------------- |
| 1995  | Minardi Scuderia Italia                         | Pilot teste  | -                     |
| 1996  | Minardi Team                                    | 0            | -                     |
| 1997  | Benson & Hedges Jordan Peugeot                  | 20           | 8                     |
| 1998  | Mild Seven Benetton Playlife                    | 16           | 9                     |
| 1999  | Mild Seven Benetton Playlife                    | 13           | 9                     |
| 2000  | Mild Seven Benetton Playlife                    | 18           | 6                     |
| 2001  | Mild Seven Benetton Renault                     | 8            | 11                    |
| 2002  | DHL Jordan Honda                                | 7            | 11                    |
| 2003  | Jordan Ford                                     | 12           | 12                    |
| 2004  | Sauber Petronas                                 | 22           | 11                    |
| 2005  | Mild Seven Renault F1 Team                      | 58           | 5                     |
| 2006  | Mild Seven Renault F1 Team                      | 72           | 4                     |
| 2007  | ING Renault F1 Team                             | 21           | 8                     |
| 2008  | Force India Formula One Team                    | 0            | -                     |
| 2009  | Force India F1 Team / Scuderia Ferrari Marlboro | 8            | 15                    |
| 2010  | Scuderia Ferrari Marlboro                       | Pilot teste  | -                     |
| 2011  | Scuderia Ferrari Marlboro                       | Pilot teste  | -                     |
| 2012  | Scuderia Ferrari                                | Pilot teste  | -                     |